# 花蓮縣瑞穗鄉富源國民小學
花蓮縣瑞穗鄉富源國民小學是花蓮縣瑞穗鄉的一所國民小學，創立於1914年。

## 介紹
臺灣總督府在1914年4月1日，公告在花蓮港廳奉鄉拔仔庄設置「拔仔公學校」，而學校舊址曾是清代總兵吳光亮紮營處。1917年4月1日，改為「拔仔蕃人公學校」。1921年8月6日，改稱「拔子蕃人公學校」。1922年4月1日，改為「拔子公學校」。1937年10月1日，改為「白川公學校」。1941年4月1日，改為「白川國民學校」，位於鳳林郡瑞穗庄白川。
二戰後，學校在1946年1月改為「富源國民學校」。1968年8月因應九年國民義務教育，學校改為「富源國民小學」。